# التصميم المتين للمباني الخرسانية المسلحة
أُدخل مؤخرًا التصميم المتين للمباني الخرسانية المسلحة في اللوائح التنظيمية المحلية والعالمية، إذ يتطلب تصميم المباني الخرسانية -للحفاظ على خصائصها خلال فترة التشغيل وتجنب الانهيار المبكر والحاجة- أعمال صيانة وترميم كبيرة. بذلت جهود كبيرة لذلك في العقود الأخيرة من أجل الحصول على نماذج مفيدة تصف عمليات التفسخ المؤثرة على المباني الخرسانية المسلّحة، لاستخدامها في مرحلة التصميم من أجل تقييم الخصائص المادية والتصميم الإنشائي للمبنى.

## فترة التشغيل للمبنى الخرساني المسلح
بدايةً، تحدث التفاعلات الكيميائية عادة في الخلطة الإسمنتية، ما يولِّد محيطًا قلويًّا، فيرتفع الرقم الهيدروجيني (PH) للمحلول في مسامات الخلطة الإسمنتية إلى قيم تصل إلى 13 تقريبًا. في هذه الظروف، يُكسى حديد التسليح بسبب توليد تلقائي لشريط رقيق من الأكاسيد قادر على حمايته من التآكل. مع مرور الوقت، قد يُدمّر هذا الشريط الرقيق وتبدأ عملية تآكل الحديد. يعتبر تآكل حديد التسليح من الأسباب الرئيسة للانهيار المبكر في المباني الخرسانية المسلحة في جميع أنحاء العالم، وذلك أساسًا نتيجة لعمليتين من عمليات التحلل، هما تفسخ الخرسانة وتغلغل الكلوريدات. في ما يتعلق بعملية التفسّخ، فإن هناك نموذجًا بسيطًا معتمدًا لتقييم فترة الخدمة، وهو النموذج الذي اقترحه توتي في عام 1982. ووفقًا لهذا النموذج، يمكن تقسيم فترة الخدمة للمبنى الخرساني المسلح إلى مرحلتين:
- {\displaystyle t_{i}} وقت البدء: من اللحظة التي يتم فيها بناء المبنى، إلى اللحظة التي يبدأ فيها التآكل على حديد التسليح. بشكل أكثر تحديدًا، فإنه يمثّل الوقت المطلوب من العوامل المدمّرة (ثاني أكسيد الكربون والكلوريدات) لاختراق سمك الغطاء الخرساني، والوصول إلى حديد التسليح، وتغيير الكساء الأولي على سطح الحديد الصلب والتسبب في بدء عملية التآكل.
- {\displaystyle t_{p}} وقت الانتشار والتكاثر: يُعرف بأنه الوقت من بداية عملية التآكل النشط إلى الوصول لحالة الحد الأقصى، أي أن انتشار التآكل يصل إلى أقصى حد ممكن، يقابله ضرر إنشائي غير مقبول، مثل التشقّق وانفصال سمك الغطاء الخرساني.

من المفيد تحديد وقت بدء التشغيل ووقت الانتشار من أجل زيادة تحديد المتغيرات والعمليات الرئيسة المؤثرة على فترة الخدمة في مبنى محدد لكل مرحلة من مراحل العمر الافتراضي للمبنى وعملية التآكل المنظور فيها.

### التآكل الناجم عن الكربونات
يرتبط وقت البدء بمعدل انتشار التكربن في سمك الغطاء الخرساني. فور وصول ذلك الكربون إلى سطح الحديد الصلب، مغيّرًا قيمة الرقم الهيدروجيني pH للمحيط، يصبح الشريط الرقيق الواقي من الأكاسيد على سطح الحديد غير مستقر، ويتسبب في التآكل الذي ينتشر على جزء كبير من سطحه. أحد أكثر النماذج المبسّطة المعتمدة الواصفة لانتشار التكربن بالنسبة الوقت هو أن تعتبر عمق الاختراق والانتشار متناسبًا طرديًّا مع الجذر التربيعي للوقت، يتبع ذلك الضرب بمعامل تصحيح.
{\displaystyle x=K{\sqrt {t}}}
تمثل x عمق التكربن، و t هو الوقت، و K  هو معامل التكربن. تبدأ عملية التآكل عندما يصل عمق الكربون إلى سمك الغلاف الخرساني، لذا يمكن حساب ذلك على أنه
{\displaystyle t_{i}=\left({\frac {c}{K}}\right)^{2}}
يمثل الرمز c سمك الغطاء الخرساني.
يمثل الرمز K معامل تصميم يستخدم لتحديد وقت البدء في حالة التآكل الناجم عن التكربن، ويعبّر عنه بوحدة ملم/سنة1/2 ويعتمد على خصائص الخرسانة والظروف المحيطة. يحدث اختراق غاز ثاني أكسيد الكربون في وسط مسامي مثل الخرسانة عبر الانتشار. إن محتوى الرطوبة في الخرسانة هو أحد العوامل الرئيسة المؤثرة في انتشار ثاني أكسيد الكربون فيها. إذا كانت المسام الخرسانية مشبعة بالكامل وبشكل دائم (على سبيل المثال في المباني المغمورة) يمنع انتشار ثاني أكسيد الكربون. من ناحية أخرى، في الخرسانة الجافّة تمامًا، فإن تفاعل التكربن الكيميائي لا يمكن أن يحدث.
يؤثر عامل آخر في معدل انتشار ثاني أكسيد الكربون، وهو مسامية الخرسانة. إذ إن الخرسانة الناتجة عن نسبة عالية من الإسمنت إلى الماء أو  من خلال عملية معالجة غير صحيحة تملكُ مساميّة عالية عند التصلّد (في الحالة الصلبة)، لذا فإنها تتعرّض لمعدل تكربن أعلى. العوامل المؤثرة في ما يتعلق بظروف المحيط هي درجة الحرارة والرطوبة وتركيز ثاني أكسيد الكربون. يكون معدل التكربن أعلى في البيئات ذات الرطوبة ودرجة الحرارة العاليتين، ويزداد في البيئات الملوثة مثل المراكز الحضرية وداخل الأماكن المغلقة مثل الأنفاق.

### التآكل الناجم عن الكلوريد
يمكن أن يؤدي وجود الكلوريدات على سطح الحديد الصلب بكمية أعلى من حدّ معين إلى تكسّر الشريط الرقيق الواقي من الأكاسيد على السطح وتفتته، حتى وإن كانت الخرسانة ما تزال قلوية، ما يسبب نوعًا من التآكل المحلي المدمّر، يعرف بالتنقير. تحظر اللوائح الحالية استخدام المواد الخام الملوثة بالكلوريد، إذ إن أحد العوامل التي تؤثر على وقت البدء هو معدل تغلغل الكلوريد الموجود في البيئة واختراقه. يعَد الأمر معقّدًا لأن محاليل الكلوريد تخترق الخرسانة عبر الجمع بين عدة ظواهر نقل، مثل الانتشار وتأثير الخاصية الشعرية والضغط الهيدروستاتيكي. تؤثر ظاهرة أخرى وهي ارتباط الكلوريد على حركية تغلغل الكلوريد واختراقه. يمكن امتصاص جزء من إجمالي أيونات الكلوريد أو التفاعل كيميائيًّا مع بعض مكونات الخلطة الإسمنتية، ما يؤدي إلى خفض الكلوريدات في محلول المسام. ترتبط قدرة الخرسانة على ربط الكلوريد بنوع الأسمنت المستخدم فيها، وتكون أعلى في حال استُخدم إسمنت مخلوط محتوٍ على بخار السيليكا أو الرماد المتطاير أو الخبث.

## منع التآكل
طُبّق تقييم المتانة في اشتراطات التصميم الأوروبية في بداية التسعينيات. يتعين على المصممين أن يضعوا آثار التآكل طويل الأمد لحديد التسليح في مرحلة التصميم بعين الاعتبار، من أجل تجنب الأضرار غير المقبولة خلال فترة خدمة المبنى. تتوفر أساليب مختلفة لعملية التصميم المتين.

### النهج أو الطريقة الاعتيادية
هي الطريقة الاعتيادية للتعامل مع المتانة، المعروفة أيًضا بالنهج الذي يلبي الاحتياجات، والتي تعتمدها الاشتراطات الأوروبية الحالية إي إن 206 (EN206). من الضروري أن يحدد المصمم الظروف البيئية التي سيتعرض لها المبنى وعملية التآكل المتوقعة، وأن يقيّم فئة التعرض الصحيحة. عند تحديد هذه الأمور، فإن اشتراطات التصميم تعطي وصفات قياسية لنسبة الماء إلى الإسمنت w/c، والمحتوى الإسمنتي، وسمك الغطاء الخرساني المطلوب.
يمثل هذا النهج خطوة لتحسين تصميم المتانة للمباني الخرسانية المسلحة، وهو مناسب لتصميم مبانٍ عادية مصممة بمواد شائعة تقلديية (إسمنت بورتلاندي، وحديد التسليح المعشّق بالكربون)، وبفترة خدمة متوقعة تبلغ 50 عامًا. مع ذلك، فإنه لا يعتبر شاملًا تمامًا في بعض الحالات. لا تسمح الاشتراطات البسيطة بتحسين التصميم لأجزاء مختلفة من المباني ذات ظروف تعرض محلية مختلفة. علاوة على ذلك، فإنها لا تسمح بأخذ الآثار المترتبة على فترة الخدمة عند اتخاذ تدابير خاصة مثل استخدام وسائل حماية إضافية بعين الاعتبار.

### الطريقة أو النهج القائم على الأداء
توفر النّهُج القائمة على الأداء تصميمًا حقيقيًّا أكثر واقعية للمتانة، استنادًا إلى نماذج تصف التطور وقت عمليات التفسخ والتآكل، وتحديد الأوقات التي يمكن فيها الوصول إلى حدود معينة. مراعاةً للتنوع الواسع في العوامل المؤثرة على فترة الخدمة وتقلبها، فإن النُّهُج القائمة على الأداء تعالج المشكلة من زاوية احتمالية أو شبه احتمالية.